# Kyree King
Kyree King (* 9. Juli 1994 in Ontario, Kalifornien) ist ein US-amerikanischer Leichtathlet, der sich auf den Sprint spezialisiert hat.

## Sportliche Laufbahn
Kyree King besuchte die Western Kentucky University und wechselte dann an die University of Oregon. 2017 qualifizierte er sich im 200-Meter-Lauf für die Weltmeisterschaften in London und erreichte dort das Halbfinale, in dem er mit 20,59 s ausschied. 2021 siegte er in 9,97 s über 100 Meter beim Miramar Invitational und siegte anschließend beim Ed Murphey Classic in 20,15 s. Im Jahr darauf wurde er bei der Golden Gala Pietro Mennea in 10,14 s Zweiter über 100 Meter und anschließend gewann er bei den NACAC-Meisterschaften in Freeport in 10,08 s die Silbermedaille hinter dem Jamaikaner Ackeem Blake und über 200 Meter musste er sich in 20,00 s dem Jamaikaner Andrew Hudson geschlagen geben. Zudem siegte er mit der US-amerikanischen 4-mal-100-Meter-Staffel in 38,29 s gemeinsam mit Lawrence Johnson, Brandon Carnes und Isiah Young. Bei den World Athletics Relays 2024 in Nassau siegte er in 37,40 s über 4-mal 100 Meter und anschließend wurde er bei der Doha Diamond League in 20,21 s Dritter über 200 Meter. Beim USATF Los Angeles Grand Prix siegte er in 10,11 s über 100 Meter und beim Prefontaine Classic wurde er in 20,15 s Dritter über 200 Meter. Anschließend gelangte er bei der Bauhaus-Galan in 10,18 s auf Rang zwei über 100 Meter. Im August wurde er bei den Olympischen Sommerspielen in Paris mit der Staffel im Finale disqualifiziert.

## Persönliche Bestzeiten
- 100 Meter: 9,96 s (+1,8 m/s), 24. Juni 2022 in Eugene
  - 60 Meter (Halle): 6,57 s, 10. März 2017 in College Station
- 200 Meter: 19,90 s (+0,5 m/s), 29. Juni 2024 in Eugene
  - 200 Meter (Halle): 21,02 s, 28. Januar 2017 in New York City